# Kana (imię)
Kana (jap. かな, カナ) – żeńskie imię japońskie.

## Możliwa pisownia
Kana można zapisać, używając wielu różnych znaków kanji i może znaczyć m.in.:
- 香菜 – „kadzidło, warzywa”,
- 花菜 – „kwiat, warzywa”,
- 夏菜 – „lato, warzywa”,
- 佳奈 – „dobry, Nara”,
- 加奈 – „dodatek, Nara”.

## Znane osoby
- Kana Asumi (佳奈), japońska seiyū i piosenkarka
- Kana Hanazawa (香菜), japońska seiyū i piosenkarka
- Kana Muramoto (哉中), japońska łyżwiarka figurowa
- Kana Nishino (カナ), japońska piosenkarka popowa
- Kana Ōyama (加奈), japońska siatkarka grająca na pozycji atakującej
- Kana Ueda (佳奈), japońska seiyū
- Kana Uemura (花菜), japońska piosenkarka i twórczyni tekstów
- Kana Yazumi (夏菜), japońska piosenkarka

## Fikcyjne postacie
- Kana Iriya (加奈), główna bohaterka serii Iriya no sora, UFO no natsu
- Kana Minami (夏奈), bohaterka mangi, anime i OVA Minami-ke
- Kana Nakamachi (かな), główna bohaterka mangi i anime Kanamemo